# 八戸市議会
八戸市議会（はちのへしぎかい）は、青森県八戸市に設置されている地方議会である。

## 概要

### 任期
- 4年

### 定数
- 28人[2]

### 所在地
青森県八戸市内丸一丁目1番1号
八戸市庁本館3階

### 委員会
- 議会運営委員会

#### 常任委員会
- 総務常任委員会
- 経済常任委員会
- 民生環境常任委員会
- 建設企業常任委員会

#### 特別委員会
- 広域連携推進特別委員会
- 観光文化スポーツ推進特別委員会
- まちづくり推進特別委員会
- デジタル化推進特別委員会

### 定例会
- 3月
- 6月
- 9月
- 12月

### 事務局
- 議会事務局
  - 議会総務課
  - 議事調査課

## 会派
| 会派名                 | 議席数 | 所属党派                     | 議員名（◎は代表者）                                                            | 女性議員数 | 女性議員の比率（％） |
| ---------------------- | ------ | ---------------------------- | ------------------------------------------------------------------------------ | ---------- | -------------------- |
| 自民クラブ             | 8      | 自民民主党                   | ◎立花敬之 長谷川ひろゆき 岡田英 日當正男 藤川優里 小屋敷孝 壬生八十博 坂本美洋 | 1          | 12.5                 |
| きずなクラブ           | 7      | 国民民主党 社会民主党        | ◎五戸定博 吉田洸龍 田名部裕美 三浦博司 石橋充志 山名文世 寺地則行              | 1          | 0                    |
| 自由民主・無所属クラブ | 6      | 自由民主党 幸福実現党 無所属 | ◎森園秀一 山之内悠 間盛仁 久保百恵 上条幸哉 豊田美好                           | 2          | 0                    |
| 公明党                 | 3      | 公明党                       | ◎中村益則 土嶺直樹 高橋正人                                                    | 0          | 0                    |
| 新緑・無所属の会       | 2      | 無所属                       | ◎伊藤圓子 吉田淳一                                                             | 1          | 33.33                |
| （無所属）             | 1      | 日本共産党                   | 苫米地あつ子                                                                   | 1          | 100                  |
| （無所属）             | 1      | 無所属                       | 前田由美                                                                       | 1          | 100                  |
| 計                     | 28     |                              |                                                                                | 7          | 25                   |

## 議員報酬等
| 役職   | 議員報酬        | 政務活動費 |
| ------ | --------------- | ---------- |
| 議長   | 月額 68万7000円 | 月額 8万円 |
| 副議長 | 月額 62万6000円 | 月額 8万円 |
| 議員   | 月額 59万7000円 | 月額 8万円 |

- 別途、年2回期末手当あり
- 政務活動費の残金は市に返還する義務がある
- 議員年金は2011年（平成23年）6月1日で廃止されている

## 定数の推移
2002年（平成14年）以前は「八戸市議会議員の定数についての人口の適用の特例に関する条例」と「八戸市議会議員の定数を減少する条例」によって、2003年（平成15年）以降「八戸市議会議員の定数を定める条例」によって定数が決められている。
- 1947年（昭和22年）4月30日選挙 - 36人
- 1963年（昭和38年）4月30日選挙 - 36人→40人
- 2003年（平成15年）4月27日選挙 - 40人→36人
- 2015年（平成27年）4月28日選挙 - 36人→32人
- 2023年（令和5年）4月23日選挙 - 32人→28人

## 議会出身者
- 寺下岩蔵（参議院議員・青森県議会議員）
- 神田重雄（2代八戸市長）
- 岩岡徳兵衛（6代目八戸市長）
- 秋山皐二郎（8代目八戸市長・青森県議会議員）
- 中里信男（9代目八戸市長）
- 熊谷雄一（12代目八戸市長・現職）